# Caye Moho
La Caye Moho (en espagnol : Cayo Moho) est une caye de la mer des Caraïbes appartenant administrativement au district de Belize. C'est l'une des multiples îles de la barrière de corail du Belize. Elle est située à 500 mètres de Belize City
Auparavant, l'île servait de station de quarantaine pour les victimes de la variole et d'autres maladies infectieuses. Un cimetière rappelle l'époque. L'île appartient maintenant à des particuliers et abrite quelques maisons.